# (12766) Paschen
(12766) Paschen est un astéroïde de la ceinture principale.

## Description
(12766) Paschen est un astéroïde de la ceinture principale. Il fut découvert le 9 novembre 1993 à Caussols par Eric Walter Elst. Il présente une orbite caractérisée par un demi-grand axe de 3,04 UA, une excentricité de 0,05 et une inclinaison de 9,7° par rapport à l'écliptique.

## Compléments